# Legnano
Legnano je mesto v Lombardiji.
Zajema površino 17 km² in ima 56.157 prebivalcev (2004). 
Leta 1176 je tu potekala bitka za Legnano. Samo mesto je poleg Rima eno od dveh mest, ki sta edini omenjeni v italijanski državni himni.